# زبرماهی تابناک آرام غربی
زبرماهی تابناک آرام غربی (نام علمی: Aulotrachichthys prosthemius) نام یک گونه از سرده زبرماهی‌های تابناک است.